# Chiesa di Sant'Antonio a Reggiana
La chiesa di Sant'Antonio si trova a Reggiana, (Prato).

## Storia e descrizione

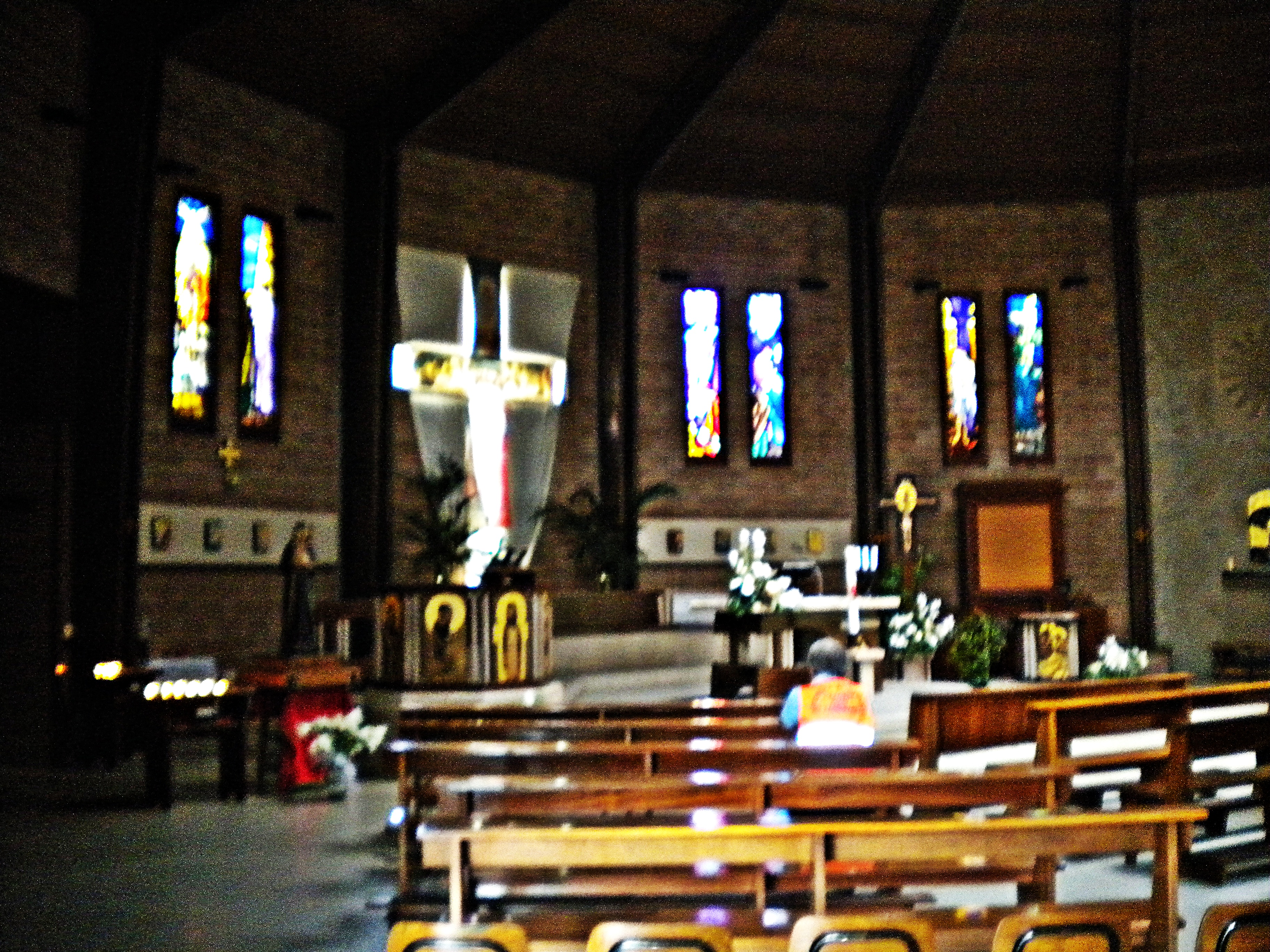
Interno della chiesa

Progettata da Stefano Benedetti e Giamberto Spatola (1989), la chiesa fu realizzata nel 1994-1996. L'edificio è un prisma a sedici lati, con bassa copertura piramidale e lanterna; collegata è la cappella feriale, a pianta cruciforme.
L'interno, con copertura in legno lamellare, ha un'unitaria sistemazione degli spazi liturgici curata da Margherita Pavesi Mazzoni (altare, pulpito, fonte battesimale, acquasantiere, con figure dipinte su pannelli lignei a fondo oro, crocifisso).